# Diego Rosa (duchowny)
Diego Gualtiero Rosa (ur. 20 lutego 1953 w Borgo Poncarale) – włoski prezbiter rzymskokatolicki, benedyktyn, od 2010 opat terytorialny Monte Oliveto Maggiore.

## Życiorys
Święcenia kapłańskie otrzymał 22 czerwca 1980 w zakonie benedyktynów oliwetów. Po święceniach został wikariuszem zakonnej parafii w Rodengo, zaś w latach 1984-1991 był ekonomem opactwa we Florencji. W 1992 został proboszczem parafii w Sienie, a w 1996 objął funkcję sekretarza generała oliwetów. Od 1999 przełożony, zaś od 2000 opat w Lendinarze. 21 października wybrany opatem terytorialnym macierzystego opactwa Monte Oliveto Maggiore.